# Energia geotermică în România
În România, temperatura surselor hidrogeotermale (cu exploatare prin foraj-extracție) în geotermie de „joasă entalpie” este cuprinsă între 25°C și 60°C (în ape de adâncime), iar în geotermia de temperatură medie temperaturile variază de la 60°C până la 125°C („ape mezotermale”) Mezotermal este un adjectiv referitor la stadiul depunerii mineralelor din soluții fierbinți, cu temperatură cuprinsă între 175°C și 300°C, când se formează minereuri de cupru, plumb, zinc etc.
Resursele geotermale de „joasă entalpie” se utilizează la încălzirea și prepararea apei calde menajere în locuințe individuale, servicii sociale (birouri, învățământ, spații comerciale și sociale etc.), sectorul industrial sau spații agrozootehnice (sere, solarii, ferme pentru creșterea animalelor ș.a.). 
Limita economică de foraj și extracție pentru ape geotermale s-a convenit pentru adâncimea de 3.300 m și a fost atinsă în unele zone din România, precum bazinul geotermal București Nord – Otopeni, anumite perimetre din aria localităților Snagov și Balotești ș.a. 
România a fost clasată drept a treia țară din Europa, după Grecia și Italia, pentru potențialul geotermal foarte ridicat.
Beiușul este singurul oraș din România care funcționează în prezent cu ajutorul energiei geotermice pentru încălzirea locuințelor. Foraje realizate în 1995-1996 au relevat existența unui zăcământ bogat de apă geotermală la peste 2.500 de metri adâncime. Cu ajutorul unui proiect finanțat de UE, zăcământul a fost cercetat și evaluat, apoi proiectul s-a finalizat cu un studiu de fezabilitate întocmit de specialiști islandezi. Lucrurile au mers bine și, în prima fază de exploatare (un puț), au fost conectate la rețea cartierele de locuințe și principalele instituții ale orașului. Nevoile orașului au impus forarea unui al doilea puț, în perioada 2002-2004.

## Alte localități
Și în Oradea sunt folosite resursele geotermale, dar și în județul Timiș.
În comuna Lovrin, din județul Timiș, peste 100 de locuințe sunt încălzite cu apă geotermală. 